# Peter Olof Swartz
Peter Olof Swartz, también conocido como Olof Peter Swartz u Olavo Peter Swartz (Norrköping, 21 de septiembre de 1760-Estocolmo, 19 de septiembre de 1818), fue un botánico, micólogo, algólogo, pteridólogo y briólogo sueco.

## Biografía
Se doctoró en la Universidad de Upsala en 1781.
En 1780 a la edad de 20 años viajó a Laponia en compañía de otros botánicos. Fruto de este viaje fue un diario donde describe paisajes, gentes, fauna y flora del lugar. Este diario está aún sin publicar.
En 1783, parte en un viaje organizado por la Corona sueca, a Norteamérica y las Indias Occidentales, para recolectar especímenes de plantas, que duró de 1783 a 1786.
En 1784, llegó a Jamaica y durante su estancia de 6 meses, se le ofreció el puesto de botánico de la isla, pero Swartz declinó esta oferta. Después de una breve visita a Cuba y a La Española volvió a Jamaica, donde permaneció hasta su partida de vuelta a Suecia en 1786.
Su estudio en Jamaica se centró en la parte montañosa de la isla. Recolectó y describió muchas especies nuevas que no habían encontrado los botánicos que por aquí pasaron anteriormente (Sloane, Brown o Jacquin). Fruto de este trabajo es el Herbario Swartz de unos 6000 especímenes de fanerógamas y de helechos, principalmente de las Indias Occidentales. Este herbario se encuentra como parte separada dentro del Regnellian herbarium.
En 1791, profesor de la cátedra de Botánica Bergian en la Academia de Ciencias de Estocolmo.
Es bien conocido por sus estudios taxonómicos y por su trabajo con pteridofitas (plantas con esporas), entre sus contribuciones se encuentran:
- descripción del género de la familia Orchidaceae Stelis Sw. 1799.
- especies de orquídeas:
- Broughtonia sanguinea
- Dendrobium nobile (descrito el género Dendrobium en "Nova Acta Regiae")

## Obra
- Nova Genera et Species Plantarum seu Prodromus. 1788
- Observationes botanicae, quibus plantae Indiae occidentalis illustrantur. 1791
- Flora Indiae Occidentalis, 3 vols. 1797-1806

Estas tres obras fueron publicadas como los resultados de su visita al Caribe.
- Icones plantarum incognitarum, 1794-1800
- "Nova Acta Regiae", Upsala. 1799
- Dispositio systematica muscorum frondosorum Sueciae (1799, 9 tablas)
- Synopsis Filicum. Bibliopolium novum academicum, Kiel 1806
- Lichenes amæericani (1811)
- Summa vegetabilium Scandinaviae. Estocolmo, 1814

## Epónimos
Géneros
- (Caesalpiniaceae) Swartzia Schreb.[6]
- (Fabaceae) Swartzia Schreb.[7]
- (Solanaceae) Swartzia J.F.Gmel.[8]

Especies
- (Acanthaceae) Ecbolium swartzii Kuntze[9]
- (Adiantaceae) Cheilanthes swartzii Webb & Berthel.[10]
- (Araliaceae) Gilibertia swartzii Fawc. & Rendle[11]
- (Arecaceae) Calyptrogyne swartzii Hook.f.[12]
- (Aspleniaceae) Asplenium swartzii Mett.[13]
- (Asteraceae) Adenostemma swartzii Cass.[14]
- (Boraginaceae) Lobostemon swartzii H.Buek[15]
- (Bromeliaceae) Tillandsia swartzii Baker[16]
- (Cactaceae) Pilosocereus swartzii (Griseb.) Byles & G.D.Rowley[17]
- (Caesalpiniaceae) Cassia swartzii Wikstr.[18]
- (Cyperaceae) Mariscus swartzii A.Dietr.[19]
- (Dipteridaceae) Phymatodes swartzii Underw.[20]
- (Ericaceae) Gaultheria swartzii R.A.Howard[21]
- (Euphorbiaceae) Phyllanthus swartzii Fawc. & Rendle[22]
- (Fabaceae) Dolicholus swartzii Vail[23]
- (Flacourtiaceae) Thamnia swartzii Hitchc.[24]
- (Gesneriaceae) Pentarhaphia swartzii Decne.[25]
- (Leguminosae) Cassia swartzii Wikstr.[26]
- (Loganiaceae) Mitreola swartzii G.Don[27]
- (Malvaceae) Sida swartzii D.Dietr.[28]
- (Malvaceae) Urena swartzii Macfad.[29]
- (Melastomataceae) Clidemia swartzii Griseb.[30]
- (Meliaceae) Guarea swartzii DC.[31]